# Gare de Tadami
La gare de Tadami (只見駅, Tadami-eki) est une gare ferroviaire du bourg de Tadami au Japon. Elle est exploitée par la compagnie JR East.

## Situation ferroviaire
La gare de Tadami est située au point kilométrique (PK) 88,4 de la ligne Tadami.

## Historique
La gare a été inaugurée le 20 août 1963. 

## Service des voyageurs

### Accueil
La gare dispose d'un bâtiment voyageurs, avec guichets, ouvert tous les jours. Depuis 2011, la ligne Tadami est coupée entre Tadami et Aizu-Kawaguchi. Des bus de remplacement ont été mis en place.

### Desserte
- JR East :
  - voie 1 : Ligne Tadami pour Aizu-Wakamatsu (service suspendu)
  - voie 2 : Ligne Tadami pour Koide

### Intermodalité
Arrêt de bus la compagnie publique "Shizen Shuto/Tadami" pour la gare d'Aizu-Tajima.